# Albion (Texas)

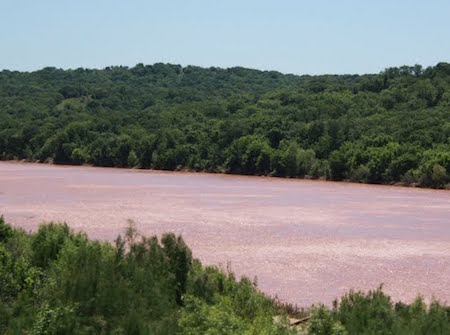
Rio Vermelho

Albion é uma comunidade não incorporada localizada no condado de Red River, no estado norte-americano do Texas. Fica localizada junto ao rio Vermelho, onde a estrada do Texas, trecho 37, o atravessa.